# Krawatte

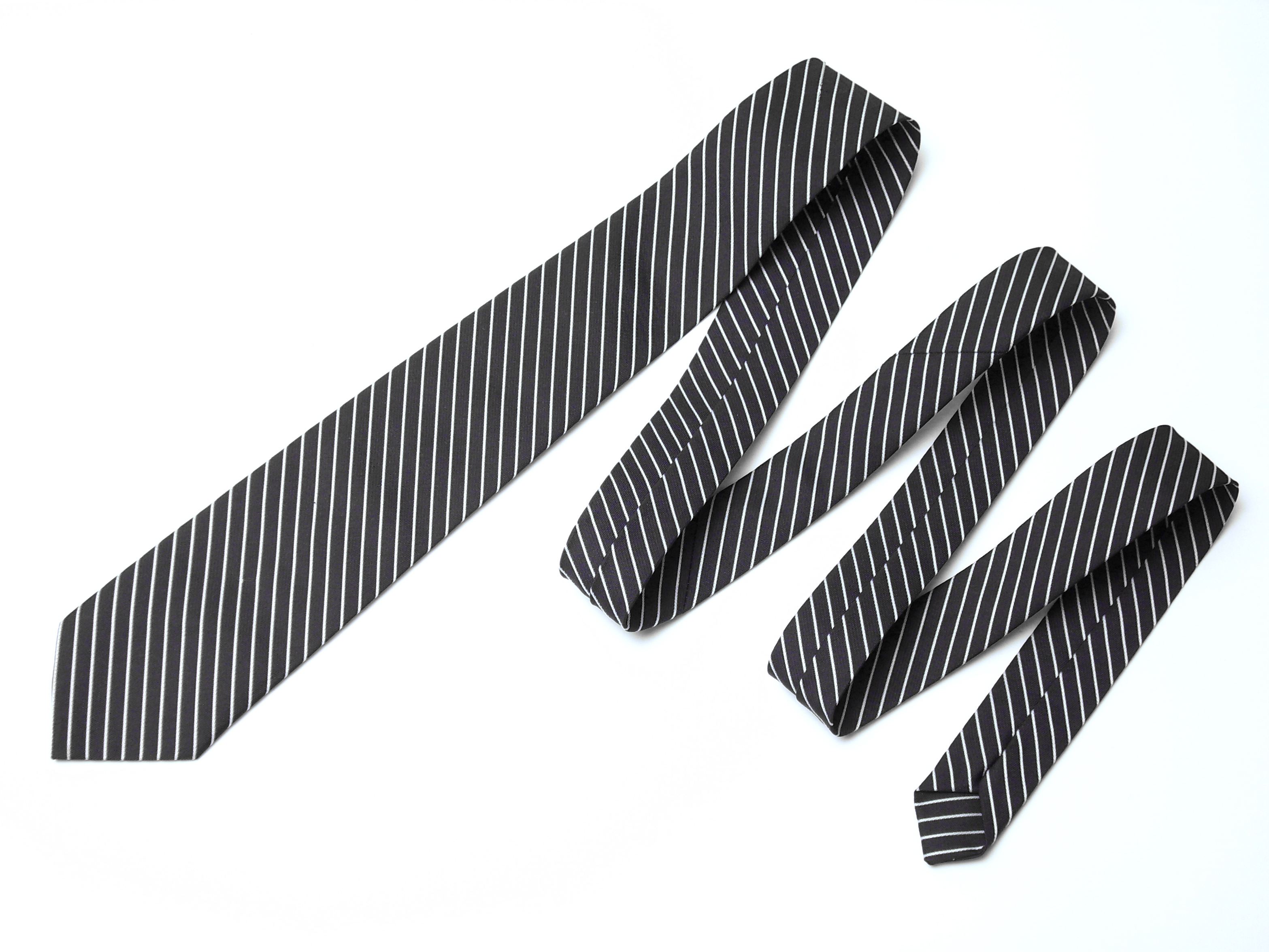
Ungebundene Krawatte

Die Krawatte (von französisch à la cravate für „nach kroatischer Art“), auch Schlips, Selbstbinder volkstümlich Halsgebinde oder im Zusammenhang mit Uniformen auch Langbinder genannt, ist ein längliches Stück Textilstoff, das mit einem Krawattenknoten um den Hals gebunden wird. Die Krawatte entwickelte sich aus dem Querbinder (auch „Fliege“ oder Krawattenschleife), indem ihre Enden immer länger geschnitten wurden. In der Regel wird die Krawatte zu einem Hemd getragen, wobei sie unter dem Hemdkragen liegt und die Knopfleiste verdeckt. Zur Befestigung der Krawatte am Hemd kann sie mit einer Krawattennadel oder -klammer versehen werden.
Traditionell gehört die Krawatte zur Herrengarderobe, sie wird aber auch gelegentlich von Frauen angelegt. Hauptsächlich werden Krawatten zusammen mit einem Geschäftsanzug im Berufsleben getragen sowie zu feierlichen oder formellen Anlässen (wie bei Hochzeiten, Familienfesten).
Eine Sonderform ist der breite Krawattenschal, der – einmal locker geknotet – im offenen Hemdkragen getragen wird und das elegant-legere Markenzeichen vieler Dandys ist. Eine spezielle breite Krawatte zum Cutaway ist der Plastron.

## Wortherkunft
Das Wort „Krawatte“ (früher auch Cravatte) geht auf Französisch à la cravate „nach kroatischer Art“ zurück (vergleiche die vor allem in Österreich bezeugte mundartliche Form Kråwåt „Kroate“, kroatisch Hrvat). Eine andere Form lautete croatta. Der Ausdruck Schlips bezog sich ursprünglich nur auf die Enden der Krawatte und wurde erst im 20. Jahrhundert zu einem Synonym.

## Trageweise

Trageweise einer Krawatte zum Hemd.

Eine Krawatte ist etwa 145 cm lang, wird für besonders große Menschen in Überlänge mit etwa 155 cm angeboten. An ihrem unteren Ende ist sie etwa zwei- bis dreimal so breit wie an ihrem oberen Ende, das nach dem Knoten hinter das sichtbare breite Ende in eine dafür vorgesehene Schlaufe, Passantino genannt, gesteckt wird. Alternativ kann das schmale Ende zwischen den zweiten und dritten Knopf in das Oberhemd gesteckt werden. Wie lang die Krawatte beim Tragen ausfällt, wird über die Position und Art des Knotens bestimmt. Die bevorzugte Länge unterliegt der jeweiligen Mode. Von 1900 bis etwa 1970 blieb eine ganze Handbreit zwischen Krawattenspitze und Gürtelschnalle frei. Das wurde bei etlichen militärischen Bekleidungen beibehalten. In den 1950er Jahren waren für eine kurze Zeit besonders breite Krawatten chic („bold look“), welche sehr kurz gebunden getragen wurden. Auch Mitte der 1970er Jahre waren Krawatten betont breit und oft lebhaft gemustert. Bis Ende der 1990er Jahre galt, dass die Spitze der Krawatte auf Höhe des Hosenbundes oder der Gürtelschnalle zu liegen kommt. Mittlerweile setzt sich wieder eine kürzere Trageweise durch, bei der etwas weniger als eine Handbreit zwischen Gürtel und Krawattenspitze Platz bleibt. Dies liegt heute auch am niedrigen Hosenbund, der meist weit unterhalb der Taille liegt.
Wie über die Wahl des richtigen Krawattenknotens bleibt es dem Träger überlassen, ob eine Krawatte mit einer Krawattenklammer oder einer -nadel getragen werden sollte oder ob man ganz auf ein modisches Accessoire verzichtet. In den 2010er Jahren verzichteten die meisten Geschäftsleute auf die Verwendung von Klammern und Nadeln. In manchen Unternehmen verbietet dies die dort gültige Kleiderordnung sogar.

## Knoten

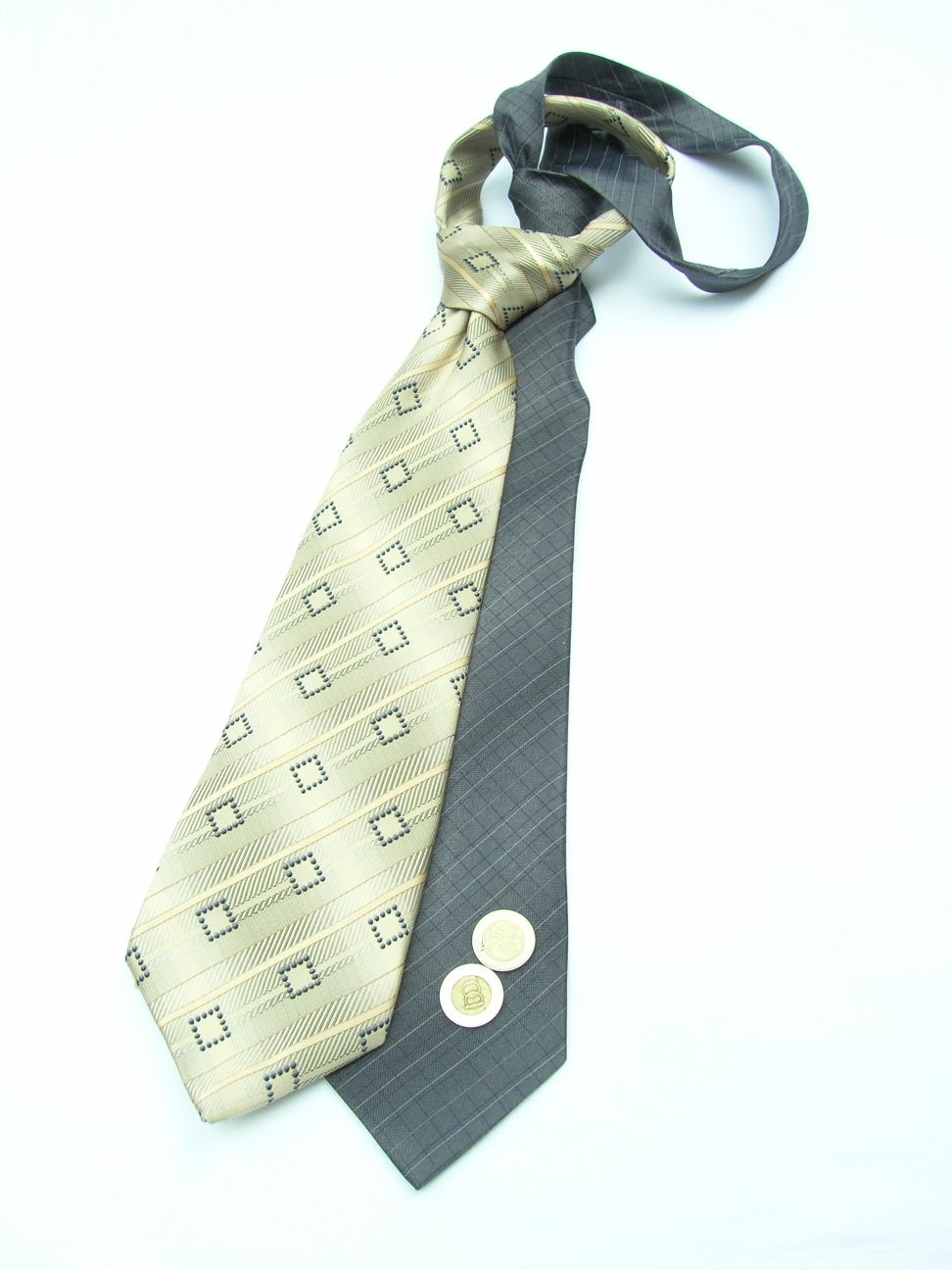
Gebundene Krawatten.

Dem Knoten der Krawatte kommt neben ihrer Farbe und Form die wichtigste Rolle zu. Es gibt ihn in über 180 Varianten, die bekanntesten sind die vier klassischen Knoten:
- Four-in-Hand
- halber und voller Windsorknoten
- Pratt-Knoten
- Grantchester-Knoten (in Deutschland als „Manhattan-Knoten“ bekannt)

Die Wahl des richtigen Knotens ist einerseits Geschmackssache, anderseits abhängig von Hals, Hemdkragen und der Dicke des Krawattenstoffes. Teilweise wird der Four-in-Hand-Knoten als „schlampig“ angesehen. Dies ist auf die leichte Asymmetrie des Knotens zurückzuführen. Diese Asymmetrie kann jedoch vorteilhaft bei etwas markanteren Gesichtern sein.

## Material und Schnitt

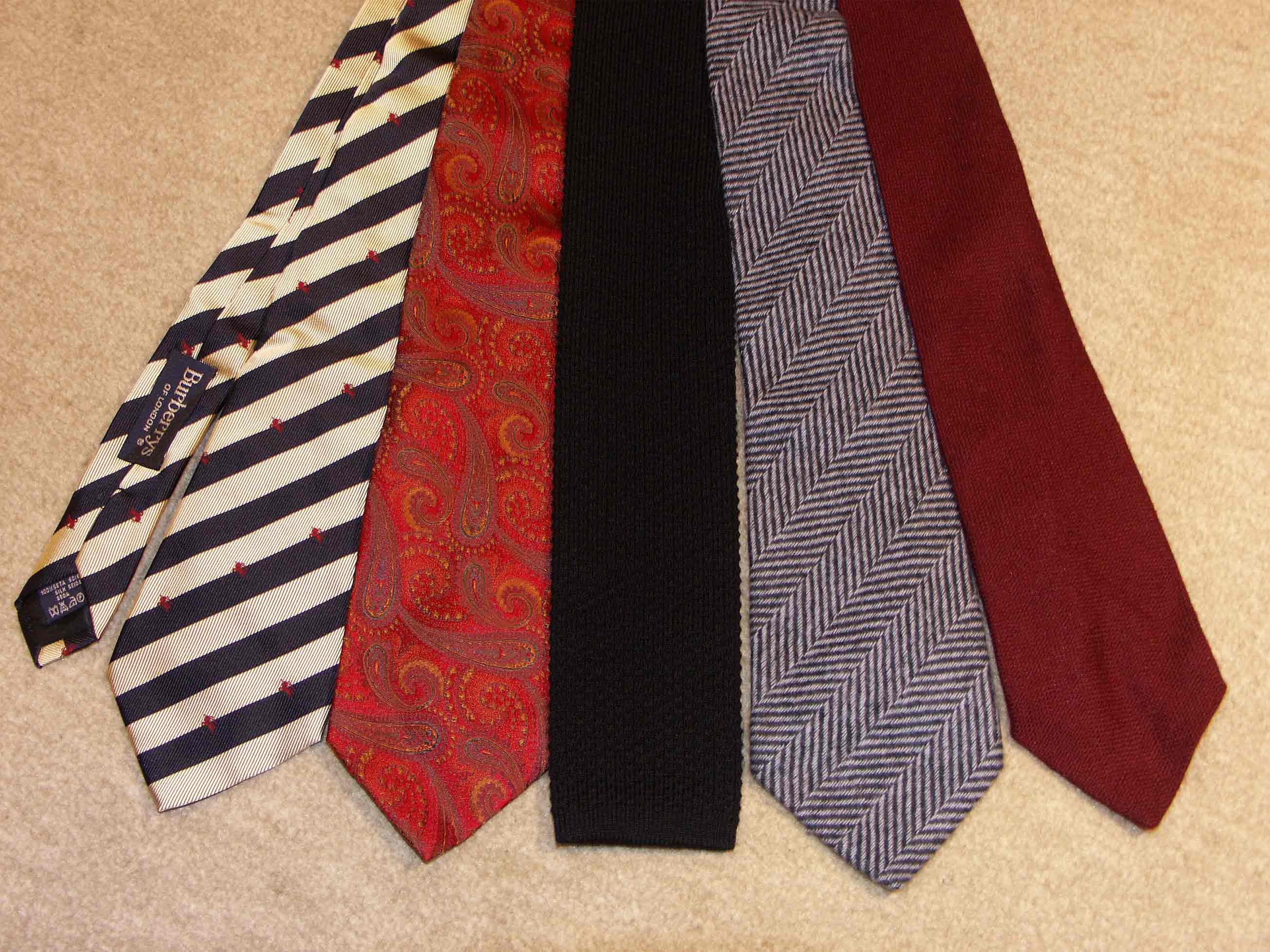
Krawattenarten: Zwei Seidenkrawatten (links), Strickkrawatte aus Schurwolle (mittig), zwei Wollkrawatten aus Cashmere und Schurwolle (rechts)

Neben textilen Ausgangsmaterialien (zum Beispiel Gewebe aus Seide, Schurwolle, Baumwolle oder Polyester) gibt es Krawatten aus den unterschiedlichsten Rohstoffen, beispielsweise aus Leder, Hanf oder Holz und sogar aus Metall, Glas oder festen Kunststoffen.
Krawatten aus Wollstoffen und Strickkrawatten werden überwiegend zu klassischer Freizeitgarderobe wie Tweed getragen. Hochwertige Krawatten bestehen zu 100 % aus Seide oder anderen Naturfasern und werden unter den Namen aller bekannten Herrenmodeanbieter gefertigt.
Die Breite ist modeabhängig, ebenso die Farbkombinationen und Designs in Streifenmustern – die beispielsweise in England bestimmten Regimentern, Schulen und Clubs zugeordnet sind –, freien Mustern wie zum Beispiel Paisley oder auch einheitlichem Farbton.

## Herstellung
Seit den 1920er Jahren wird, begründet durch den New Yorker Schneider Jesse Langsdorf, der Stoff diagonal zur Webrichtung verarbeitet. Auf diese Weise wird der durch Binden und Lösen ausgeübte Zug besser vom Seidenstoff aufgenommen. Das Krawattenmuster erscheint dadurch ebenfalls diagonal. Hierbei unterscheidet man zwischen dem amerikanischen Schnitt und dem europäischen Schnitt. Sie unterscheiden sich dadurch, dass der Zuschnitt um 90° gedreht zum jeweils anderen Schnitt erfolgt. Bei Krawatten im amerikanischen Schnitt führt es dazu, dass das Muster eine Diagonale von oben links nach unten rechts zeigt. Beim europäischen Schnitt läuft das Muster entsprechend diagonal von unten links nach oben rechts. In den 1920er Jahren entstand eine weitere wichtige Entwicklung. So wurden zum einen das Futter und zum anderen auch die Einlage gesichert, sobald die Krawatte gefaltet wurde.
Luxuriöse Krawatten werden innen mit einem einfarbigen Seidenfutter versehen. Alternativ kann auch das gleiche Material wie die Krawatte selber als Futter verwendet werden, was als Self Tipped bezeichnet wird.
Selten und besonders arbeitsaufwändig ist die siebengefaltete Krawatte oder auch Siebenfalte genannt. Sie bestehen aus einem einzelnen quadratischen Seidentuch, dessen Diagonale die Länge der Krawatte bestimmt. Dieses Tuch wird dann siebenfach gefaltet, bis es so schmal ist, dass man es als Krawatte binden kann. Die Faltung wird auf der Rückseite mit einer kleinen Naht fixiert. Eine Variante ist die Open Tie, welche ohne Einlage allein durch ihre besondere Faltung ihre Form erhält. Letztere ähnelt in Form und Art am ehesten dem Foulard, einem wie eine Krawatte gebundenen Seidentuch.
Die Einlage der Krawatte sollte aus einem weichen und elastischen Stoff bestehen, im Idealfall verwendet man ein Gewebe aus reiner Schurwolle. Durch die Einlage erhält die Krawatte eine leichte Polsterfüllung, welche den Seidenstoff glättet. Durch eine gute Einlage lässt sich die Krawatte gut binden und behält ihre Form. Teure Krawatten werden mit einem zusätzlichen Futter zwischen dem Seidenstoff und der Einlage versehen.

## Aufbewahrung
Um eine lange Lebensdauer zu gewährleisten, sollten Krawatten entweder auf einem Bügel hängend oder aufgerollt in einer Schublade aufbewahrt werden. Eine Ausnahme sind gestrickte Krawatten, welche am besten flach liegend aufbewahrt werden. Generell ist darauf zu achten, dass keine spitzen oder scharfen Gegenstände (wie Reißverschlüsse) von anderen Kleidungsstücken Fäden aus dem Stoff der Krawatte ziehen können.
Müssen Krawatten im Koffer transportiert werden, so gilt zu beachten, dass sie nicht zu sehr zerknittert werden und keine anderen Kleidungsstücke den empfindlichen Seidenstoff beschädigen können. Es gibt im Handel diverse Schutzhüllen und -taschen für Krawatten, in welchen diese gut und sicher transportiert werden können. Hat man keine solche Verpackung zur Hand, empfiehlt es sich, die Krawatte aufzurollen und an einem relativ gut geschützten Ort im Koffer zu platzieren. Ein solch geeigneter Ort wäre z. B. ein Schuh. Da ein Koffer in der Regel kürzer ist als eine Krawatte, muss diese mindestens einmal gefaltet werden. Faltet man diese zweimal, passt eine so zusammengelegte Krawatte auch zwischen einen Stapel glatter Kleidungsstücke.

## Pflege
Verbleibt der Knoten lange in der Krawatte, nimmt der Stoff die Form an und liegt nicht mehr glatt. Je hochwertiger Seidenstoff und Einlage sind, desto einfacher und sicherer lässt sich eine Krawatte binden.
Krawatten vertragen meist keine Maschinenwäsche oder Wasserbäder. Flecken lassen sich jedoch mit einem in lauwarmen Seifenwasser getränkten Schwamm oder einem sauberen Tuch aus Baumwolle oder Leinen abtupfen. Starkes Reiben kann die Seidenfasern schädigen. Ein weiteres Problem bilden Wasserflecken.
Zerknitterte Krawatten können gut mit einem Dampfbügeleisen wieder in Form gebracht werden, vertragen jedoch keine hohen Temperaturen. Alternativ kann man die Krawatte im Badezimmer auf einem Kleiderbügel in die Nähe der Dusche hängen und eine heiße Dusche nehmen. Der Wasserdampf der Dusche glättet den Seidenstoff.

## Geschichte

### Halstücher
Auf der Trajanssäule in Rom sind Krieger der Kohorten von Marcus Ulpius Trajanus (53–117) zu sehen, die ein geknotetes Tuch um den Hals tragen. Dieses „Focale“ genannte Tuch diente in erster Linie dem Schutz des Halses und war auch unter Rednern beliebt.
Falsch ist die weitverbreitete Ansicht, die Soldaten des ersten Kaisers von China Qin Shihuangdi (etwa 220 v. Chr.) hätten ein um den Hals geschlungenes Tuch mit lose herabhängenden Enden, als eine Vorform der Krawatte, getragen. Diese herabhängenden Enden stammen vielmehr von dem breiten Band, das den, je nach Rang differenzierten, Kopfputz fixiert. Diese Tatsache wird nicht bei den üblichen Frontalaufnahmen als vielmehr bei Fotos von der Seite oder von hinten eindeutig und an den Originalen, die im Jahr 1974 von chinesischen Bauern entdeckt wurden: Sie fanden die inzwischen weltbekannte Terrakottaarmee in der Nähe der alten Kaiserstadt Xi’an.

### Krawatte

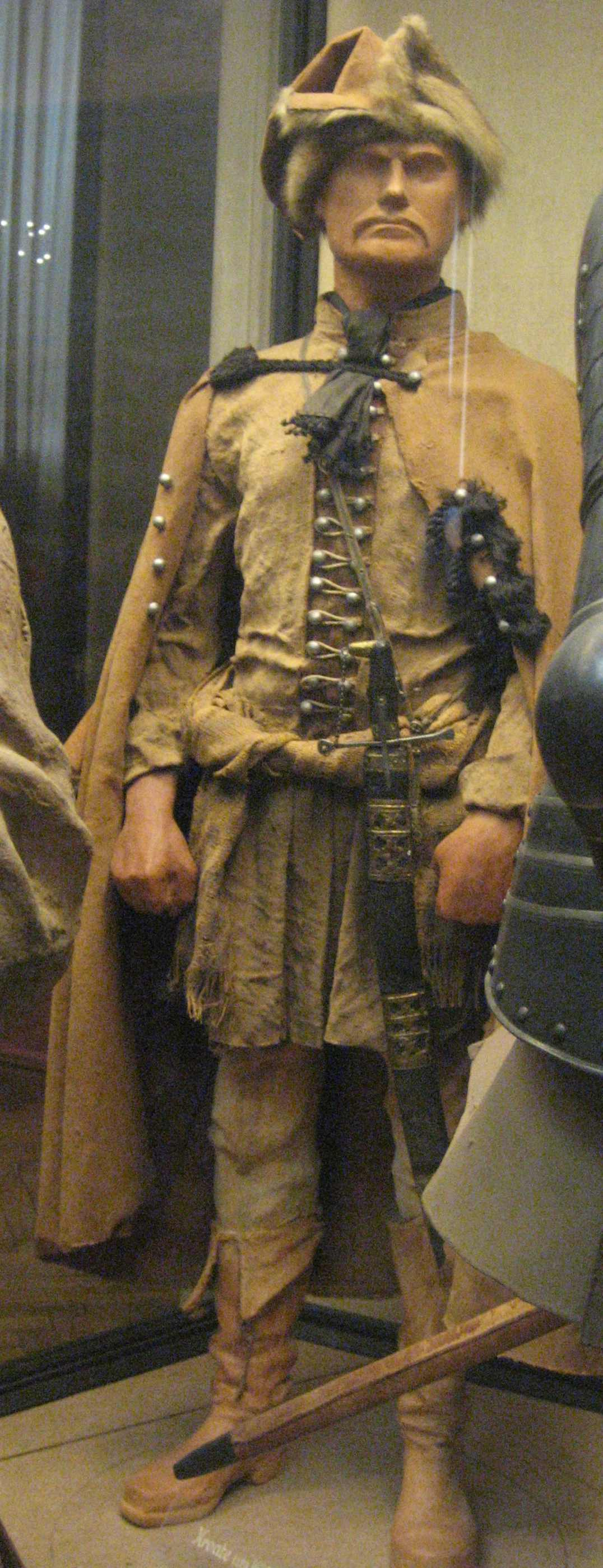
Kroatischer Reiter mit schwarzer Krawatte um 1630 (Heeresgeschichtliches Museum, Wien)

Die Krawatte verdankt ihre Popularität einer beliebten Legende zufolge einer Truppenparade im Jahr 1663 vor dem noch im Bau befindlichen Schloss Versailles für den französischen König Ludwig XIV. Zu dieser Parade war auch ein kroatisches Reiterregiment aufmarschiert. Diese Reiter trugen der Überlieferung nach ein Stück Stoff, das am Kragen in Form einer Rosette (oder Schleife) befestigt wurde und deren Enden über der Brust hingen. Dieser Bestandteil der Uniform der Kroaten zog angeblich die Aufmerksamkeit des Königs auf sich, der die Cravate anschließend übernahm und innerhalb des Adels verbreitete. Er beschäftigte einen eigenen Cravatier zur Pflege seiner Krawatten.
Dazu erklärt die Kostümforscherin Ingrid Loschek:

„Keineswegs […] war die halstuchartige ‚Krawatte‘ nur bei kroatischen Söldnern üblich, wenngleich sich die nun übliche Bezeichnung cravate von Kroate ableitet. Die Krawatte stand immer, angefangen vom römischen Focale über das Halstuch kroatischer Regimenter bis zur Halsbinde von Offizieren und Generälen des Dreißigjährigen Krieges, in soldatischem Zusammenhang, wenngleich sie nie festgeschriebener Teil einer Militäruniform war.“

Auf Darstellungen aus dem Dreißigjährigen Krieg sind auch deutsche und französische Soldaten mit Halsbinden und -schleifen abgebildet. Seit etwa 1655 – also vor der angeblichen Parade in Paris – trugen Männer der oberen Schichten an Stelle des bis dahin üblichen separat angelegten steifen Hemdkragens ein Tuch, das doppelt um den Hals gelegt und vorne geknotet wurde und dann über der Brust herabhing. Dieses Tuch wurde als Halsbinde bezeichnet. Es kann als Vorläufer der Krawatte angesehen werden. Im 18. Jahrhundert kamen auch fertig genähte Halsbinden auf, die im Nacken mit einem Verschluss versehen waren. Die mit Rosshaar oder Fischbein verstärkte Binde war Teil der korrekten Soldatenuniform.
Künstler und „Freigeister“ verzichteten oft demonstrativ auf Halsbinde oder Krawatte. Während der Französischen Revolution wurden Krawatten zu einem politischen Symbol und Erkennungsmerkmal, denn während der Adel weiße Seidenkrawatten trug, hatten die Proletarier bunte Baumwolltücher. Die Revolutionäre zur Zeit der Aufstände in den deutschen Ländern von 1848 trugen demonstrativ rote Halstücher.
Die korrekte Bindetechnik für Krawatten wurde im 19. Jahrhundert besonders wichtig und in England und Frankreich erschienen entsprechende Lehrbücher. 1818 erschien in London das Standardwerk „Neckclothiana“ eines unbekannten Autors. Das Buch „L’art de mettre sa cravate“ des französischen Adeligen Émile Marco de Saint-Hilaire führte im Jahre 1827 bereits zweiunddreißig verschiedene Krawattenknoten auf. Erst nach 1860 setzte sich allgemein in Europa der so genannte Langbinder durch, im Unterschied zu der vorher üblichen kürzeren und breiteren Form.

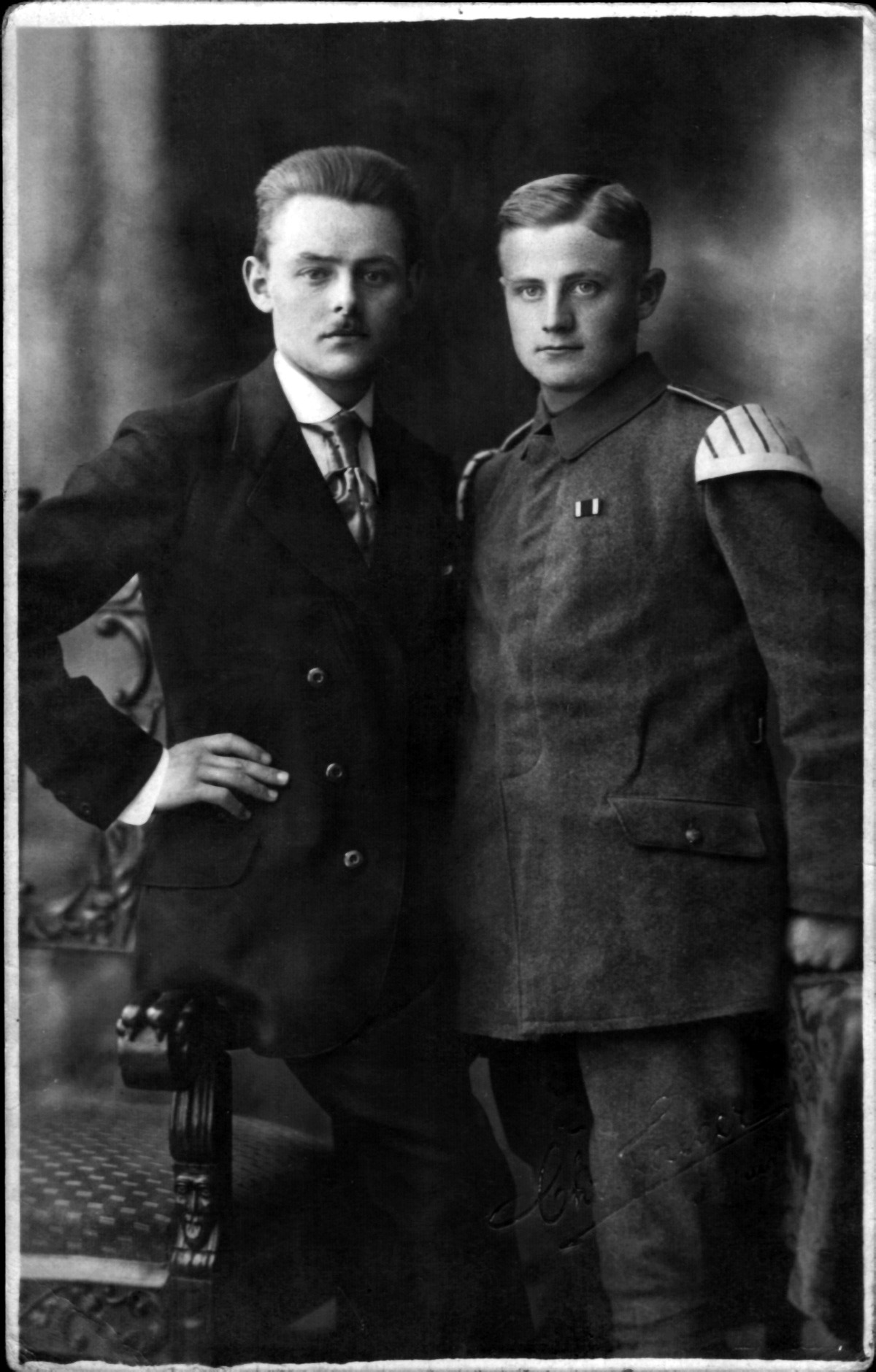
Links: Anzugträger mit Krawatte aus Krefelder Produktion (1917)

Bekannt wurde die Stadt Krefeld am Niederrhein durch die Fertigung von exklusiven gewebten Seidenstoffen, aus denen auch Krawatten gefertigt wurden, so dass dort späterhin eine Krawattenindustrie entstand. Noch immer kommen rund 80 Prozent aller in Deutschland gefertigten Krawatten aus Krefeld. Zu den bis heute in Krefeld ansässigen Krawattenherstellern gehören u. a. Ascot, Hemley, J.Ploenes und Seidenfalter. Seit 1965 ehrt das ebenfalls in Krefeld ansässige Krawatteninstitut, zusammen mit dem Deutschen Institut für Herrenmode und der Kölner Messe, jedes Jahr eine Persönlichkeit des öffentlichen Lebens, die durch ihr Erscheinungsbild die Krawatte stilvoll in Szene setzt, mit dem Titel Krawattenmann des Jahres.
Der erste Abgeordnete, der im Deutschen Bundestag eine Rede ohne Krawatte hielt, war Anfang der 1980er-Jahre der spätere Bundeskanzler Gerhard Schröder. Den Zwischenruf, ob er keine Krawatte hätte, konterte er damals: „Ihr Verständnis von Würde ist ein Verständnis, das sich auf die Form bezieht. Unser Verständnis von Würde des Parlamentes ist ein Verständnis, das sich auf Inhalte bezieht.“ Mit Verweis auf die Würde des Hauses gab es für männliche Abgeordnete noch jahrelang eine Krawattenpflicht für die Rolle des Schriftführers. Diese Pflicht hatte wiederholt zum Ausschluss von Abgeordneten für diese Rolle geführt. Erst 2014 wurde auf Antrag der Präsidiumsmitglieder Claudia Roth und Petra Pau die Krawattenpflicht für diese Rolle abgeschafft.
Die Mitglieder der Anfang 2015 gewählten griechischen Regierung um Alexis Tsipras trugen mehrheitlich keine Krawatte.
In deutschen Unternehmen wird zunehmend auf das Tragen einer Krawatte verzichtet. Anfang 2016 verkündete der Vorstandsvorsitzende der Robert Bosch GmbH, die allgemeinhin als traditionsreich gilt, die Krawattenpflicht in seinem Unternehmen abgeschafft zu haben.

### Clip-Krawatte
Clip-Krawatten sind Krawatten, welche lediglich mit einer Klammer in den Kragen gesteckt und nicht gebunden werden, jedoch wie eine herkömmliche gebundene Krawatte aussehen. Dies hat den Vorteil, dass der Träger nicht stranguliert werden kann, wenn an der Krawatte gezogen wird. Insbesondere Polizei und Sicherheitsdienste verwenden solche Krawatten zur eigenen Sicherheit, aber auch Schalterbeamte, Angestellte und Dienstleister, die sich häufig Übergriffen und Attacken ausgesetzt sehen.

## Krawatten in der Damenmode
Krawatten gelten primär als ein Teil der Herrengarderobe, dennoch waren sie schon Ende des 17. Jahrhunderts bei einigen adligen Damen Teil der Reitkleidung. Ende des 19. Jahrhunderts wurden sie von Seglerinnen und Radfahrerinnen als Langbinder getragen.

„Auffallend ist, daß sich viele gebildete Damen des Hochadels in Kostüm und Herrenbluse mit Krawatte fotografieren ließen. Um 1900 unterstrichen Frauenrechtlerinnen ihre Gleichheitsbestrebungen durch das Tragen von Krawatten. In den 1920er Jahren übernahm die Garçonne als Zeichen ihrer Emanzipation die Krawatte des Mannes.“

Nachdem sich die Hose schon im Ersten Weltkrieg als weibliche Arbeitskleidung durchgesetzt hatte, machte Marlene Dietrich neben dem Hosenanzug auch die Krawatte als modisches Accessoire bekannt. Als Teil der Damenmode haben sich Krawatten allerdings nicht durchgesetzt.
In den 1970er und 1980er Jahren wurde die Krawatte als Uniformstück bei den deutschen Polizeien eingeführt. Dies hat bislang Bestand, außer bei der Polizei Brandenburg.

## Jahrestag
Der 18. Oktober ist ein Aktionstag als „Welttag der Krawatte“. In Kroatien, insbesondere Zagreb und Umgebung, wird er zumeist mit Werbeaktionen gefeiert.

## Nutzloses Kleidungsstück und die Bedeutung in der Kunstgeschichte
- Ausstellung der Sammlung Stefan Thull, Die Krawatte in der Photographie
- Ausstellung von Krawatten, Lebensbilder von Jürgen Gerner, Bedeutung des Kulturstrickes im Leben des 20. Jahrhunderts